# セーラースターソング
「セーラースターソング」は、花沢加絵のシングル。1996年4月20日に日本コロムビアより発売。

## 概要
- テレビアニメ『美少女戦士セーラームーン セーラースターズ』のオープニング曲として使用された。本番組はテレビ朝日版『セーラームーン』のオープニング曲で『ムーンライト伝説』が唯一使われなかったが、最終回ではムーンライト伝説がエンディングテーマとして使用された。
- もっとすてきな朝がくるよは、第178話の挿入歌として使用された。
- アレンジャーに、梅崎俊春、佐藤あつし（ats-）からなるサウンドクリエイターチーム　HΛLが起用された。当時は活動を始めたばかりだったが、のちに浜崎あゆみ、Every Little Thingなどのアーティストの楽曲に編曲で参加、J-POPシーンで活躍することとなる。（今現在、メンバーの入れ替えを経て、梅崎のソロプロジェクトとなっており、ミュージシャンの育成に力を入れている）
- 2020年12月5日にNHK BSプレミアムで放送された『発表!全美少女戦士セーラームーンアニメ大投票』では、「セーラースターソング」が「あなたの好きな歌」部門で第5位に選ばれた[1]。

## 収録曲
1. セーラースターソング [3:51]
作詞：武内直子、作曲：荒木将器、編曲：HΛL
2. もっとすてきな朝がくるよ [4:12]
作詞：中田有博、作曲：清岡千穂、編曲：HΛL
3. セーラースターソング （Instrumental）
4. もっとすてきな朝がくるよ （Instrumental）

## カバー

### セーラースターソング
- 2002年には、石田耀子が『ウルトラアニメユーロビートシリーズ ベストMAX～THE POWER OF NEW ANIMATION SONGS～』の中でこの曲をカバーしている[2]。
- 2010年には、中川翔子が『しょこたん☆かばー3 〜アニソンは人類をつなぐ〜』の中でこの曲をカバーしている[3]。
- 2014年発売の『美少女戦士セーラームーン THE 20TH ANNIVERSARY MEMORIAL TRIBUTE』ではセーラーギャラクシア役で出演した堀江美都子がカバーしている[4]。
- 2018年には、SILENT SIRENが『美少女戦士セーラームーン THE 25TH ANNIVERSARY MEMORIAL TRIBUTE』の中でこの曲をカバーしている[5]。
- 2023年には『劇場版 美少女戦士セーラームーンCosmos』後編のオープニングテーマとして、セーラー火球（水樹奈々）、セーラースターファイター（井上麻里奈）、セーラースターメイカー（早見沙織）、セーラースターヒーラー（佐倉綾音）によるカバーバージョンが使用されている[6]。